# Will und Dewitt
 Will and Dewitt (deutsch Will und Dewitt) ist eine US-amerikanisch-kanadische Fernsehserie, die zwischen 2007 und 2008 produziert wurde.

## Handlung
Ein sechsjähriger Junge meistert mit Hilfe seines Gestaltwandlers die Herausforderungen des Erwachsenwerdens.

## Produktion und Veröffentlichung
Die Serie wurde zwischen 2007 und 2008 in den Vereinigten Staaten und in Kanada produziert. Die Produktion wurde von Cookie Jar Entertainment, Two Presidents Productions, Story City Arts Society, YTV Originals Productions und Kids’ WB Originals Productions übernommen.